# Lardo di Colonnata

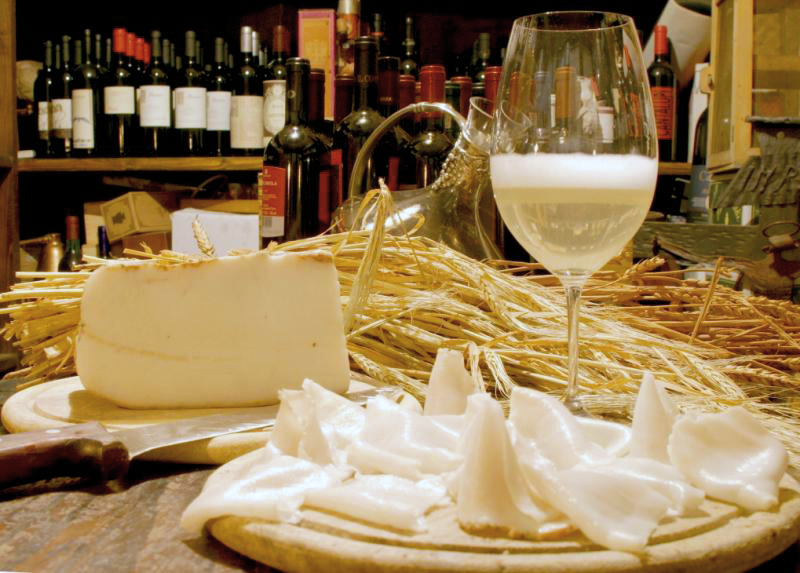
Le lardo di Colonnata.

Le lardo di Colonnata (aussi appelé lard blanc), en français lard de Colonnata, est le nom attribué par un label de qualité européen à un produit de la charcuterie italienne élaboré à Colonnata, frazione de la commune de Carrare, située sur les versants des Alpes apuanes en Toscane.
La production et la consommation du lard à Colonnata ont toujours été liées à l'activité d'extraction du marbre et à ses ouvriers qui remonte à l'époque romaine. Le règlement de l'IGP indique que l'époque de mise au point de la technique de transformation et de conservation du lard à Colonnata n'est pas connue. Les Lombards en seraient à l'origine (VIe siècle). La maturation en vasques de marbre est attestée au XVIIe siècle.
Depuis le 26 octobre 2004, il bénéficie du label de qualité Indication géographique protégée (IGP).

## Historique
|  |  |

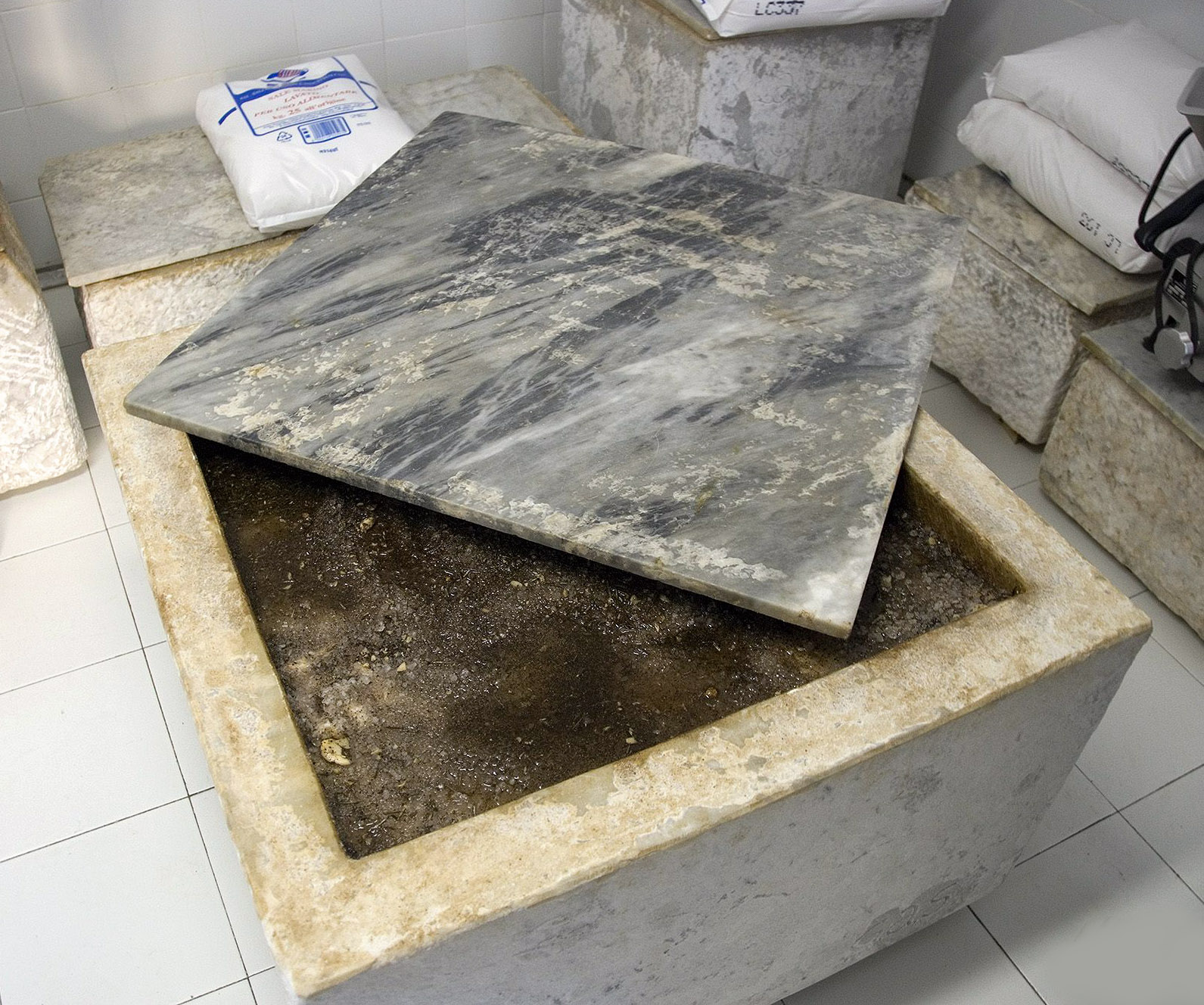
Vasque de marbre dite conca dans laquelle est effectuée la maturation.

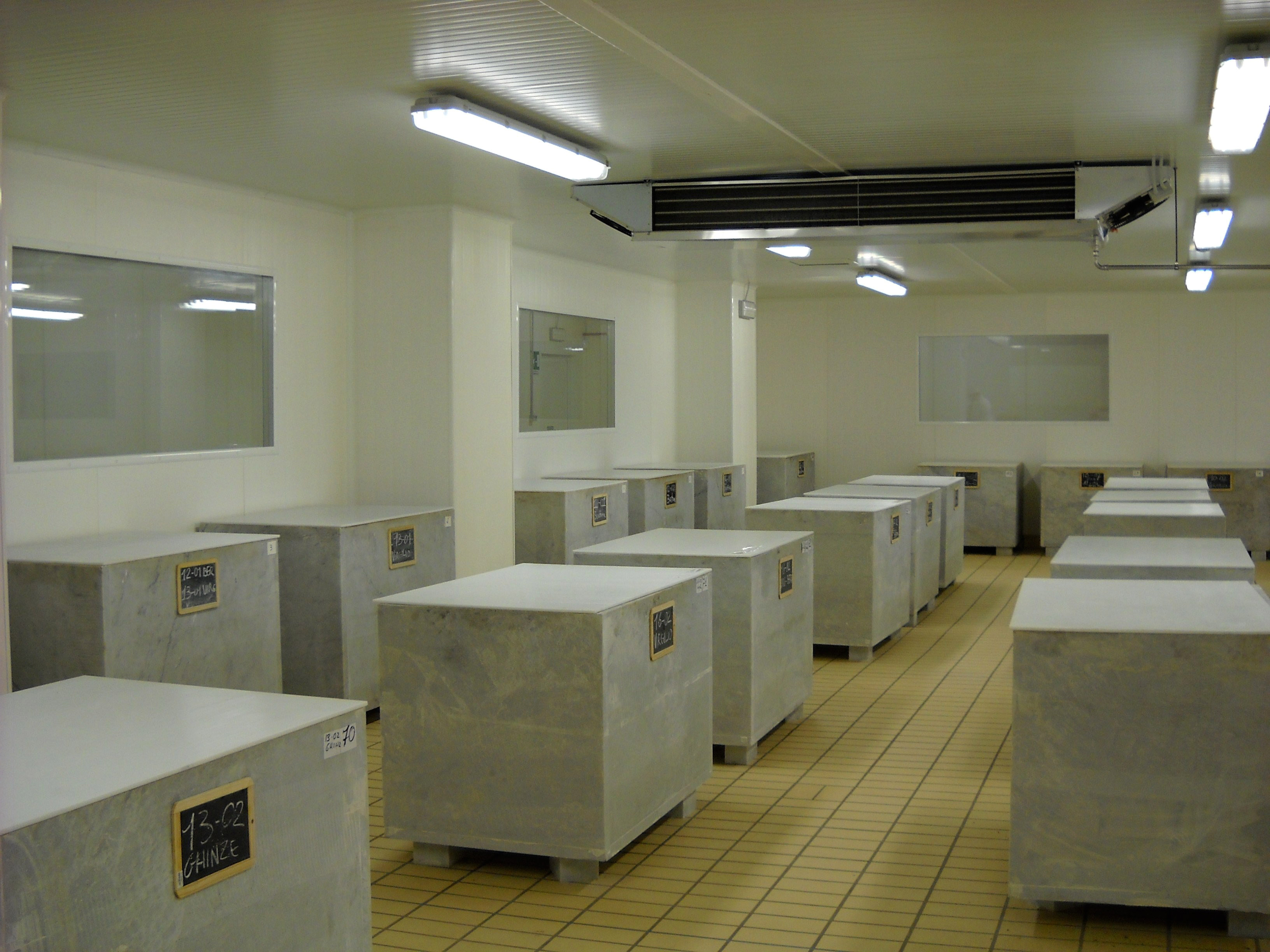
Cellier : coffres de marbre où le lard s'affine.

Colonnata doit son nom à la présence d'une colonie d'esclaves employée au temps de la Rome antique dans les carrières de marbre. De nombreux témoignages historiques et archéologiques attestent l'existence de ce type de colonie. Il n'est pas exclu que l'introduction sur place des méthodes de conservation de la viande de porc remontent à l'époque de la domination romaine. Il est du reste prouvé que les Romains connaissaient très bien le rôle important du lard dans le régime alimentaire des ouvriers soumis à des travaux fatigants. Selon le Code de Justinien, les légionnaires eux-mêmes recevaient une ration de lard tous les trois jours.
L'élevage porcin et l'habileté réputée dans l'art de la transformation de leurs viandes (introduit sur place par les Lombards) qui ont permis au village de Colonnata de survivre durant le Moyen Âge, lorsque l'activité d'extraction du marbre a connu un coup d'arrêt.
Même s'il est difficile d'établir avec certitude l'origine celtique, romaine ou lombarde, voire communale, de la tradition locale consistant à conserver le lard dans des vasques de marbre, il est certain qu'il s'agit d'une tradition ancienne et consolidée. 
Ceci est prouvé notamment par la découverte dans le bourg lui-même de vasques de marbre, appelées localement conche (singulier : conca), servant à la maturation du lard, et datées des XVIIe, XVIIIe et XIXe siècles. Il s'agit de vasques de dimensions variables, provenant de la zone des canaloni di Colonnata. Il est également significatif que les façades de certaines maisons conservent des bas-reliefs du XIXe siècle montrant saint Antoine, un ermite des IIIe et IVe siècles, qui avait la réputation, dès la fin du XIe siècle, de guérir le « feu de saint Antoine », dénomination ancienne de l'ergotisme. Les applications de lard sur la peau ont constitué pendant des siècles le seul remède efficace contre la maladie. C'est la raison pour laquelle saint Antoine est souvent représenté accompagné d'un cochon. En outre, l'église paroissiale est consacrée à saint Barthélemy, patron des bouchers, et la fête patronale est également l'occasion d'une fête du lard qui attire de nombreux visiteurs italiens et étrangers.
Dans un témoignage précieux paru récemment dans un article de journal, l’ingénieur Aldo Mannolini, qui dirigea à la fin des années 1940 certains chantiers dans les gisements de marbre de la région de Carrare pour le compte de la société Montecatini, déclare qu'il « était possible d'établir avec certitude le lieu de résidence des ouvriers en observant la composition de leurs repas, dans la mesure où seuls les ouvriers de Colonnata avaient pour habitude de manger du pain et du lard ».
Sa redécouverte gastronomique remonte probablement au milieu du XXe siècle. En effet, déjà à cette époque, un guide touristique recensant les principales curiosités historiques et gastronomiques de la province de Massa et Carrare attribuait la renommée du village exclusivement au lard, outre sa proximité des carrières. On prête beaucoup à ce lard, par exemple Michel-Ange en aurait fait de grosses provisions quand il venait choisir ses marbre à carrare.

## Caractéristiques
Il est fabriqué à base du gras du cochon, aujourd'hui acheté dans des élevages sélectionnés du centre et nord de l'Italie. Il a une forme rectangulaire (un peu comme une dalle de marbre) avec une épaisseur supérieure à 3 cm. La partie inférieure conserve la couenne tandis que celle supérieure est recouverte de sel marin, poivre noir, romarin et ail frais. Sa couleur est blanche, légèrement rosée et son goût est délicat et frais, presque doux.

### Fabrication
Au cours des siècles, le système de fabrication et de maturation dans les traditionnelles vasques de marbre n'a pas connu de modification substantielle. Il importe de noter qu'autrefois le cycle de production était annuel, le cochon étant abattu et préparé uniquement pendant les mois les plus froids (janvier et février), alors qu'aujourd'hui il est possible d'effectuer plus d'un cycle de production par an, les opérations afférentes restent cependant concentrées au cours des mois les plus froids et humides (de septembre à mai) afin de sauvegarder le caractère naturel du processus de production.
La production est saisonnière et s'étend de septembre à mai inclus. Le lard doit être transformé à l'état frais. Dans les soixante-douze heures qui suivent l'abattage, il doit être paré et enduit de sel, puis entreposé dans une conca, préalablement aillée, alternant couche de lard et couches d’aromates (poivre, romarin, ail) jusqu'au remplissage du récipient. Chaque recette, rigoureusement secrète, prévoit une liste d'ingrédients (cannelle, noix muscade, clou de girofle, laurier, origan…) et leurs divers dosages. Le lard devra reposer à l'intérieur des conche pour une période d'affinage d'au moins six mois.

### Conditions climatiques
Outre ses 500 mètres d'altitude, le site de Colonnata possède une humidité élevée, des températures estivales modérées ainsi que des amplitudes thermiques, journalières et annuelles, limitées. Ses habitations sont pourvues de caves souvent creusées dans la roche où les excès thermiques diurnes sont à peine perceptibles. Les vasques de marbre blanc qui servent à la maturation du lard se comportent alors comme des corps froids qui favorisent la condensation de l’humidité atmosphérique, ce qui contribue à la transformation du sel en saumure. La situation géographique particulière et l'exposition du village au soleil ont une incidence notable sur la formation d'un microclimat local.

## Consommation

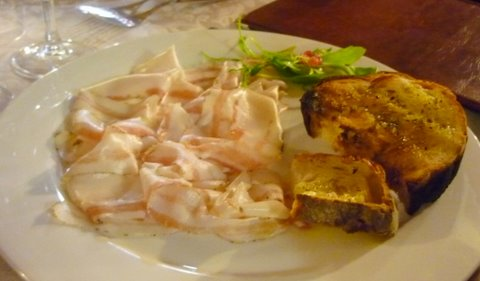
Tartine chaude grillée et lard de Colonnata coupé très fin.

Le règlement de l'IGP indique qu'il se consomme tel quel en fines tranches avec du pain et de l'huile d'olive.
Le Manuel du garçon boucher d'Arthur Le Caisne (2017) le présente comme un des trois lards exceptionnels (aux côtés du lard d'Arnad, AOC, et du guanciale du Latium et de trois autres lards extraordinaires (lard Bellota Iberico, ventrèche de porc ibérique, ventrèche de noir de Bigorre). Il conseille de le couper très finement et de le consommer autour de 25 °C, ou avec du pain chaud pour provoquer une légère fusion ou bien avec des asperges, des haricots verts ou des Saint-jacques toujours chauds. Cet effet de fusion fait la renommée des spaghettis con il lardo di colonnata ou des crostini (tartines grillées) al lardo di colonnata avec des champignons crus ou du fromage.
Ce lard est utilisé par les cuisiniers renommés : Anne-Sophie Pic fait un toast lard de Colonnata et comté, Alain Ducasse dans sa pâte à tarte, Laura Zavan en parfume son risotto aux pommes de terre, Jean-Philippe Derenne emballe son omble chevalier dans des tranches de ce lard pour le faire cuire. Le chef Simone Zanoni a largement contribué à la notoriété du lard de Colonnata qui est récente : le terme n'apparait dans les textes français numérisés par Google qu'en 1998, la première mention dans les textes numérisés italiens date de 1931.